# 豊山鬼吉
豊山 鬼吉（ゆたかやま おにきち、1925年9月29日 - 2011年3月8日）は、秋田県雄勝郡羽後町出身で錦島部屋、伊勢ノ海部屋に所属した大相撲力士、政治家。元北海道釧路市議会議員で、議長も務めた。本名は矢野 忠治（やの ちゅうじ）。身長177cm、体重98kg。得意手は左四つ、寄り。最高位は西前頭17枚目（1953年3月場所）。豊山勝男を初代とする時津風部屋の豊山とは系譜上無関係。いわゆる「0代目豊山」。

## 来歴・人物
樺太の高等小学校を卒業後、仙台航空機乗員養成所を経て飛行機の操縦士となる。徴兵されて沖縄に特攻隊員として配属されたものの、出撃前に終戦を迎えた。終戦後帰郷したが働き口がなかったため同郷の大蛇山を頼って角界入りした。初土俵は1946年11月場所。
力士時代は寄りを中心とした正攻法の取り口で活躍し、1953年3月場所には入幕も果たしたが軽量であることが災いし幕内経験はこの一場所で終わってしまった。
1954年9月場所を最後に廃業した後は札幌の建設会社を経て後援者の世話で本州製紙（現在の王子ホールディングス）の釧路工場総務課に勤務したが、人柄の良さを買われて1969年に釧路市議会議員選挙に立候補して当選、1977年から4年間は議長を務め、1985年に議員を引退した。
2010年7月5日に大相撲野球賭博問題を受けてNHK総合テレビで放映された特別番組「NHKスペシャル 大相撲は変われるのか」のインタビューに出演、自らの経験を基に大相撲の地方巡業と暴力団の関係について証言した。
2011年3月8日、急性心筋梗塞のため釧路市内の病院で死去。85歳没。

## 主な成績・記録
- 通算成績：149勝157敗　勝率.487
- 幕内成績：5勝10敗　勝率.333
- 現役在位：25場所
- 幕内在位：1場所
- 各段優勝
  - 幕下優勝：1回（1950年5月場所）
  - 序二段優勝：1回（1948年5月場所）

### 場所別成績
| 1946年 （昭和21年） | x                | x                 | x                      | （前相撲）              |
| 1947年 （昭和22年） | x                | x                 | 西序ノ口3枚目 3–2      | 西序二段7枚目 3–3       |
| 1948年 （昭和23年） | x                | x                 | 東序二段2枚目 優勝 6–0 | 東三段目5枚目 4–2       |
| 1949年 （昭和24年） | 西幕下22枚目 7–5 | x                 | 東幕下12枚目 9–6       | 東幕下6枚目 9–6         |
| 1950年 （昭和25年） | 西幕下2枚目 7–8  | x                 | 西幕下3枚目 優勝 12–3  | 東十両9枚目 8–7         |
| 1951年 （昭和26年） | 東十両6枚目 8–7  | x                 | 東十両5枚目 7–8        | 西十両5枚目 7–8         |
| 1952年 （昭和27年） | 西十両7枚目 6–9  | x                 | 西十両12枚目 9–6       | 西十両7枚目 10–5        |
| 1953年 （昭和28年） | 東十両2枚目 9–6  | 西前頭17枚目 5–10 | 西十両筆頭 3–12        | 西十両8枚目 3–12        |
| 1954年 （昭和29年） | 西十両16枚目 7–8 | 西十両17枚目 3–12 | 東幕下4枚目 2–6        | 東幕下11枚目 引退 2–6–0 |
| 各欄の数字は、「勝ち-負け-休場」を示す。 優勝 引退 休場 十両 幕下 三賞：敢=敢闘賞、殊=殊勲賞、技=技能賞 その他：★=金星 番付階級：幕内 - 十両 - 幕下 - 三段目 - 序二段 - 序ノ口 幕内序列：横綱 - 大関 - 関脇 - 小結 - 前頭（「#数字」は各位内の序列） |                  |                   |                        |                         |

### 幕内対戦成績
| 力士名 | 勝数 | 負数 | 力士名 | 勝数 | 負数 | 力士名 | 勝数 | 負数 | 力士名 | 勝数 | 負数 |
| ------ | ---- | ---- | ------ | ---- | ---- | ------ | ---- | ---- | ------ | ---- | ---- |
| 愛知山 | 0    | 1    | 五ッ洋 | 0    | 1    | 大岩山 | 0    | 1    | 清恵波 | 1    | 0    |
| 信夫山 | 0    | 1    | 嶋錦   | 0    | 1    | 大天龍 | 0    | 1    | 常ノ山 | 1    | 0    |
| 鶴ヶ嶺 | 0    | 1    | 羽嶋山 | 0    | 1    | 藤田山 | 1    | 0    | 双ツ龍 | 0    | 1    |
| 吉井山 | 0    | 1    |        |      |      |        |      |      |        |      |      |

## 改名歴
- 荒馬 鬼吉（あらうま おにきち）1946年11月場所 - 1950年1月場所
- 豊山 忠治（ゆたかやま ちゅうじ）1950年5月場所 - 1953年1月場所
- 豊山 鬼吉（ゆたかやま おにきち）1953年3月場所 - 1953年5月場所
- 荒馬 鬼吉（あらうま おにきち）1953年9月場所 - 1954年9月場所